# Arda Armenska
Arda (armensko Արդա, Arda) je bila kot druga žena Balduina I. Jeruzalemskega grofica Edese in prva kraljica Jeruzalemskega kraljestva, ker Balduinov predhodnik  Godfrej Bouillonski ni bil poročen, * ni znano, † ne pred 1116.

## Življenje
Njeno ime v primarnih virih ni dokumentirano. Od 17. stoletja se zato tradicionalno imenuje Arda (Armenska). 
Bila je hčerka armenskega plemiča Tatula (ali Torosa), vladarja Maraša.  Leta 1097 jo je oče poročil z ovdovelim Balduinom, katerega prva žena Godehilda je umrla na prvem križarskem pohodu.  Toros je Balduinu obljubil doto 60.000 bezantov. Poroka je bila seveda politična, ker je Balduin kot ustanovitelj grofije Edese  na armenskem ozemlju v Mezopotamiji potreboval armensko zavezništvo.
Balduina je leta 1100 na jeruzalemskem prestolu nasledil svojega brata. Arda je prišla v Jeruzalem verjetno leta 1101.  Balduin je leta 1105 njuno poroko preklical pod pretvezo, da je bila nezvesta. Po Guibertu Nogentskemu jo je preklical zato, ker so jo na poti v Jeruzalem posilili pirati. Resnično ozadje preklica je bila predvsem oblast: Toros mu ni izplačal 60.000, ampak samo 7.000 bezantov, Arda ni imela otrok in v Jeruzalemu nobenega političnega vpliva. Letopisec  in Balduinov zaupnik Fulcher iz Chartresa ne omenja nobenega vzroka, ampak samo to, da za razveljavitev zakona ni bilo nobenega zakonitega razloga.  Balduin je Ardo preprosto zaprl v samostan svete Ane. Arda je kasneje uspela priti iz samostana in oditi v Konstantinopel, kamor je po izgubi posesti odšel njen oče.
Leta 1112 se je Balduin sklenil poročiti z Adelajdo del Vasto, bogato vdovo Rogerija I. Sicilskega in regentko njunega sina Rogerija II. Sicilskega. Par se je poročil, čeprav je bila Balduinova žena Arda še živa. Patriarha Arnulfa je papež Pashal II. zato odstavil in ga ponovno imenoval leta 1116 pod pogojem, da se Balduinova poroka z Adelajdo razveljavi. Balduin se je s tem strinjal, poslal Adelajdo nazaj na Sicilijo  in poskušal iz Konstantinopla pripeljati Ardo. Arda se nikoli ni vrnila. Balduin je leta 1118 umrl brez potomca. 

## Vira
- Bernard Hamilton. Women in the Crusader States: The Queens of Jerusalem. V  Derek Bake. Medieval Women.  Ecclesiastical History Society, 1978.
- Alan V. Murray. The Crusader Kingdom of Jerusalem: A Dynastic History, 1099-1125. Prosopographica and Genealogica, 2000.

| Nazivi za člane kraljevske družine | Nazivi za člane kraljevske družine           | Nazivi za člane kraljevske družine                   |
| ---------------------------------- | -------------------------------------------- | ---------------------------------------------------- |
| Nov naslov                         | Kraljica Jeruzalemskega kraljestva 1100–1105 | NezasedenoNaslednji nosilec nazivaAdelajda del Vasto |